# Strat dublu electric

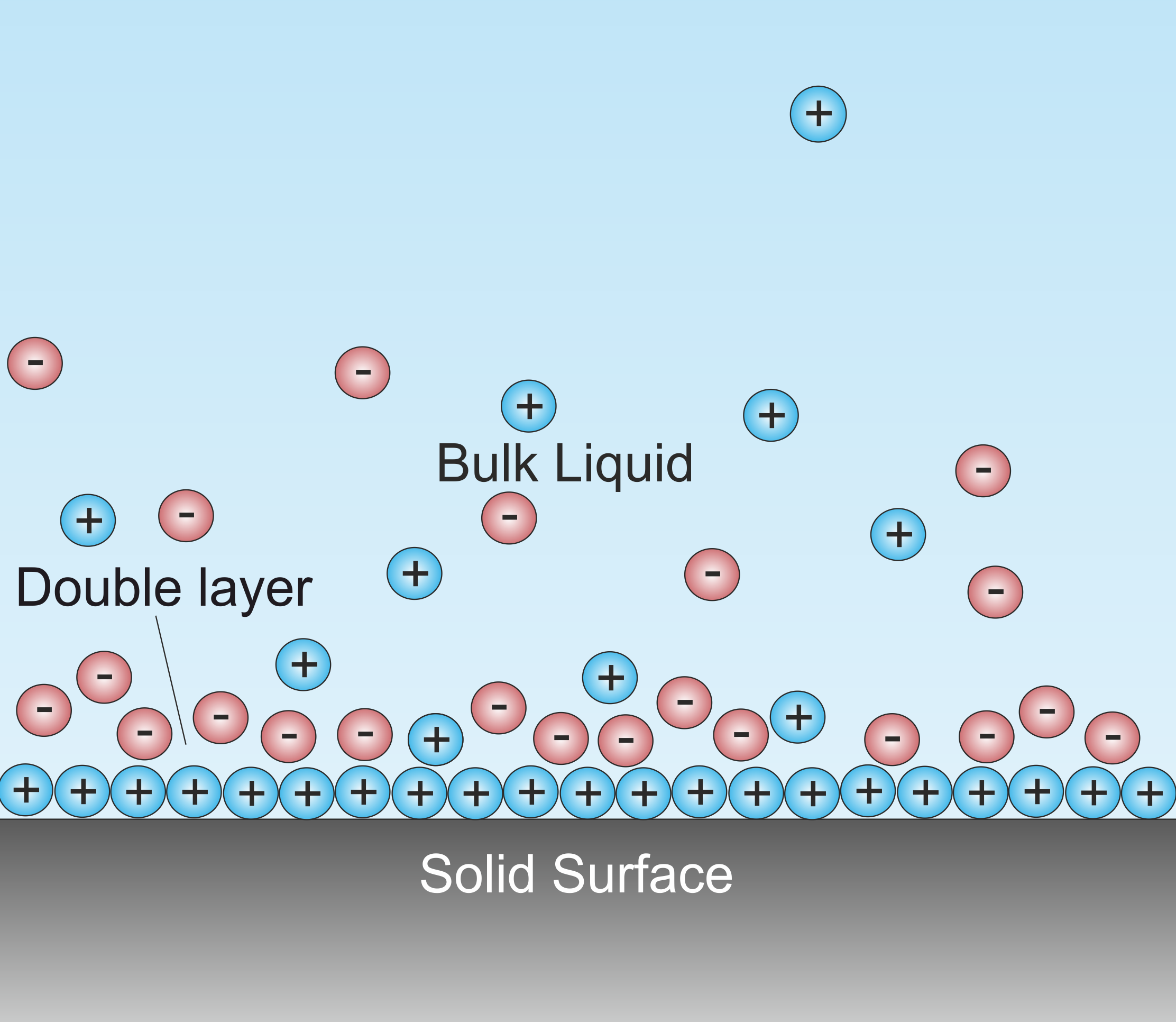
O reprezentare a stratului dublu electric la contactul dintre unui lichid și un solid încărcat negativ.

Stratul dublu electric (prescurtat SDE) este o structură ce apare la suprafața de separare dintre un obiect și un fluid. Obiectul poate fi o particulă, o bulă de gaz, o picătură de lichid sau un corp realizat din material poros, iar fluidul poate fi o soluție de electrolit. Strat dublu electric, după cum sugerează și numele său, este alcătuit din două straturi paralele încărcate electric, care se află la exteriorul obiectului în cauză. 
Primul strat, sarcina de suprafață (cu încărcare pozitivă sau negativă), consistă din ioni adsorbiți în urma interacțiilor chimice. Cel de-al doilea strat (stratul difuz) este compus din ioni atrași de sarcinile de suprafață datorită forțelor coulombiene, fiind deci alcătuit din ioni liberi, a căror mișcare în faza fluidă este influențată de atracțiile electrice.